# Euphaea formosa
Euphaea formosa är en trollsländeart som beskrevs av Hagen in Selys 1869. Euphaea formosa ingår i släktet Euphaea och familjen Euphaeidae. IUCN kategoriserar arten globalt som livskraftig. Inga underarter finns listade i Catalogue of Life.

## Bildgalleri

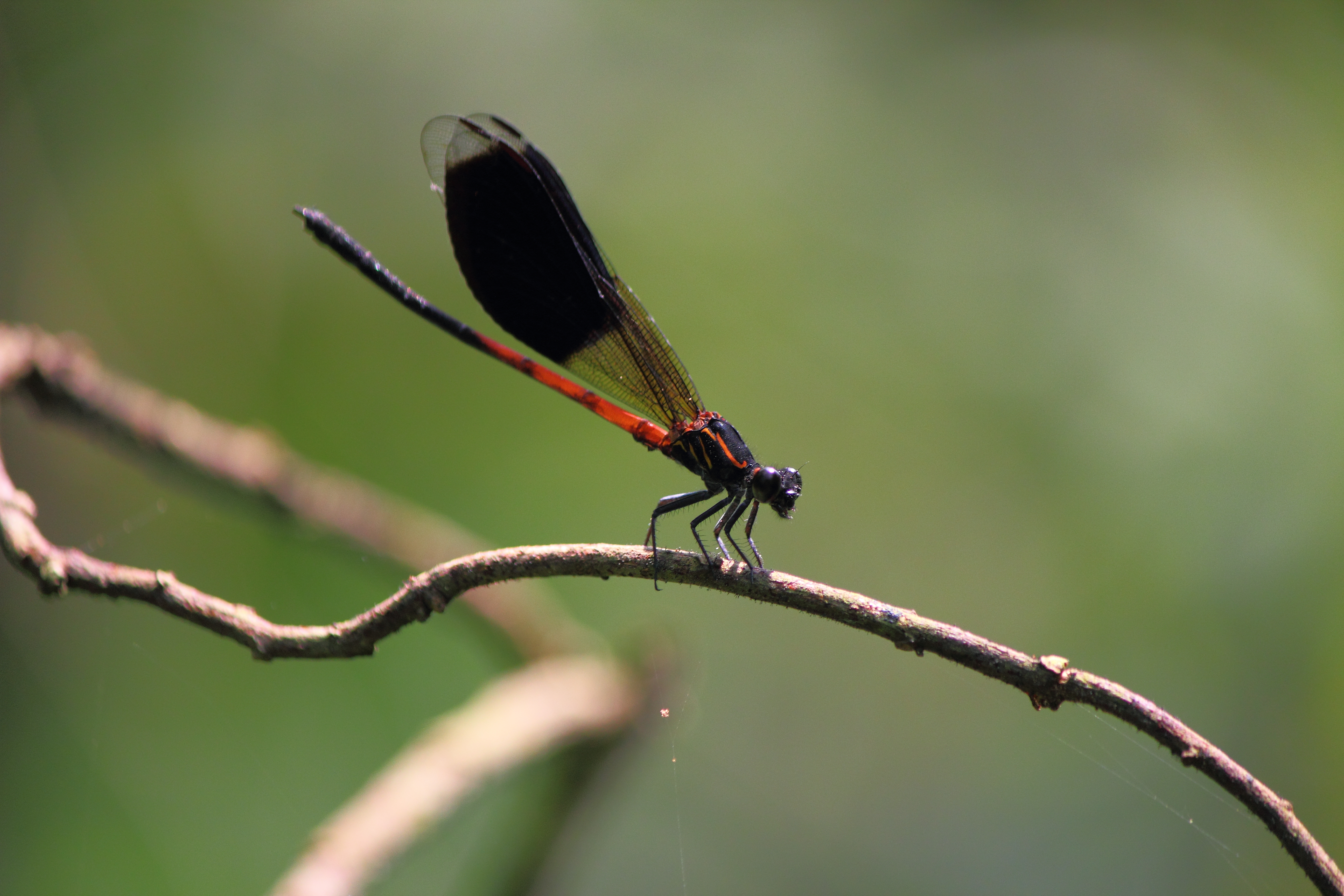
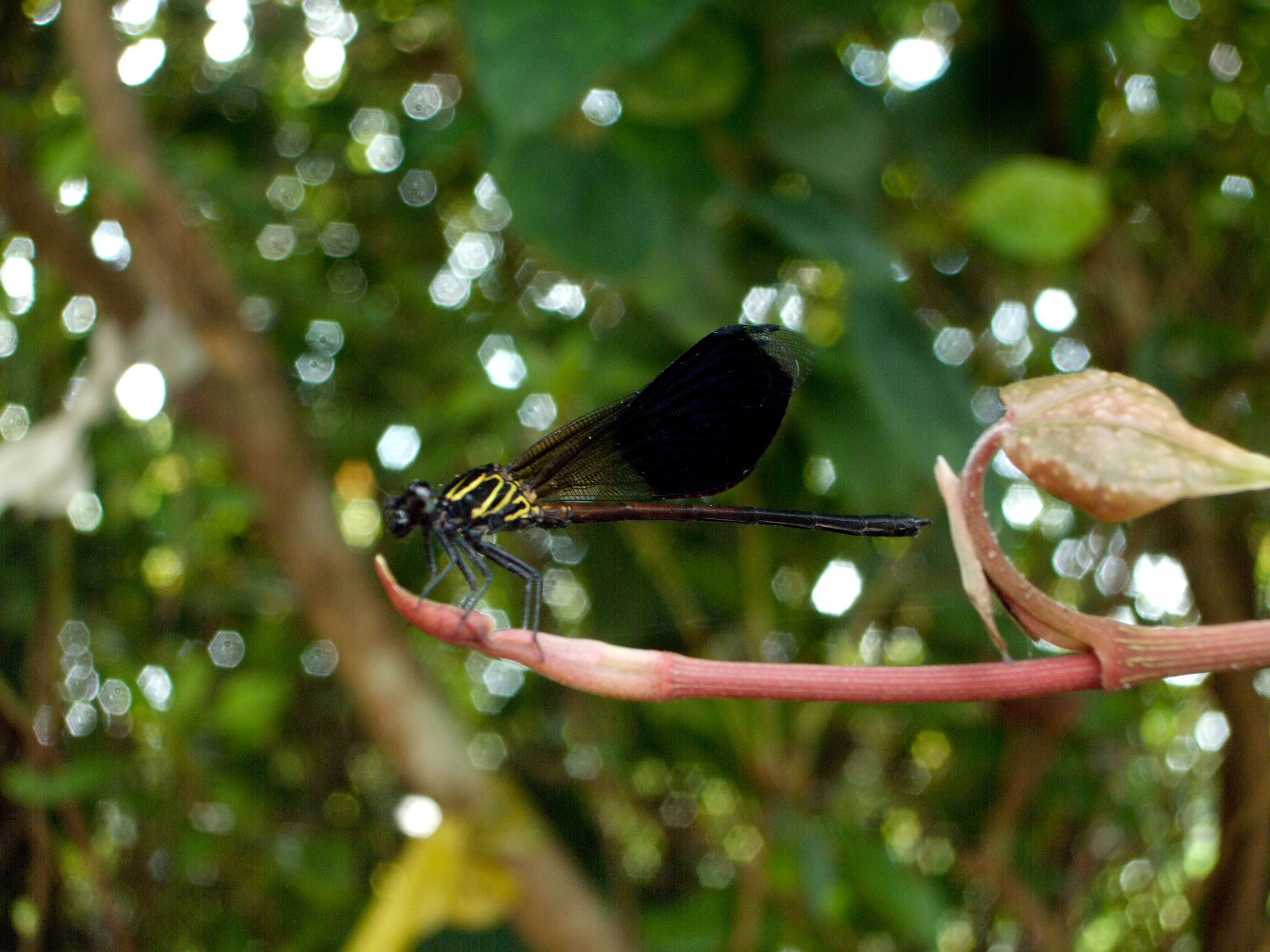